# المنطقة المالية (تورونتو)
المنطقة المالية هي منطقة الأعمال المركزية في وسط مدينة تورونتو، أونتاريو، كندا. خُطط لها في عام 1796م لأن تكون مدينة جديدة وامتداد لمدينة يورك (حاليا جناح سانت لورانس). إنها المنطقة المالية الرئيسية في تورونتو وتعتبر قلب الصناعة المالية في كندا. يحدها تقريبًا شارع كوين ستريت من الشمال، وشارع يونج من الشرق، وشارع فرونت من الجنوب، وشارع الجامعة من الغرب، العديد من أبراج المكاتب في قلب وسط المدينة قد بُنيت وما زالت تُبنى خارج وعلى أطراف هذه المنطقة، والتي بدورها سوف تمد الحدود العامة للمنطقة. ومن أمثلتها ميناء تيلوس ومركز أر بي سي وميدان سايبك .
إنها المنطقة الأكثر كثافة سكانية في تورونتو، فهي موطن للشركات المصرفية، ومقر الشركات، وشركات المحاماة والقانون رفيعة المستوى، وشركات التأمين وسماسرة الأوراق المالية. وفي المقابل، فإن وجود هذا العدد الكبير من صناع القرار جلب وكالات الإعلان وشركات التسويق. وقد قامت البنوك ببناء أبراج مكاتب كبيرة، أُجرت معظم مساحاتها لهذه الشركات.
ترتبط أبراج البنوك وأشياء أخرى كثيرة في قلب تورونتو بنظام من الممرات تحت الأرض، المعروفة باسم "باث" (بالإنجليزية: PATH)‏، والتي تصطف على جانبيها مؤسسات البيع بالتجزئة مما يجعل المنطقة واحدة من أهم مناطق التسوق في تورونتو. الغالبية العظمى من هذه المتاجر مفتوحة فقط خلال أيام الأسبوع خلال ساعات العمل عندما تكون المنطقة المالية مكتظة. خلال الأمسيات وعطلات نهاية الأسبوع، تظل الممرات مفتوحة ولكن المنطقة شبه مهجورة ومعظم المتاجر مغلقة.
تشير التقديرات إلى أن 100.000 مسافر يدخلون ويخرجون من المنطقة المالية كل يوم عمل. تتمركز خطوط النقل في محطة الاتحاد في الطرف الجنوبي من المنطقة المالية، وهو مركز نظام "قو ترانزت" (بالإنجليزية: GO Transit)‏ الذي يوفر وصلات السكك الحديدية والحافلات إلى ضواحي تورونتو.

## تاريخياً
تعود أصول المنطقة إلى منتصف وأواخر القرن التاسع عشر عندما كان للعديد من أوائل البنوك مكاتب رئيسية تقع في تورونتو. وكانت معظم هذه البنوك إقليمية وجاءت وذهبت. لم تصبح المنطقة مركزًا للبنوك الكندية الخمسة الكبرى إلا في النصف الثاني من القرن العشرين.

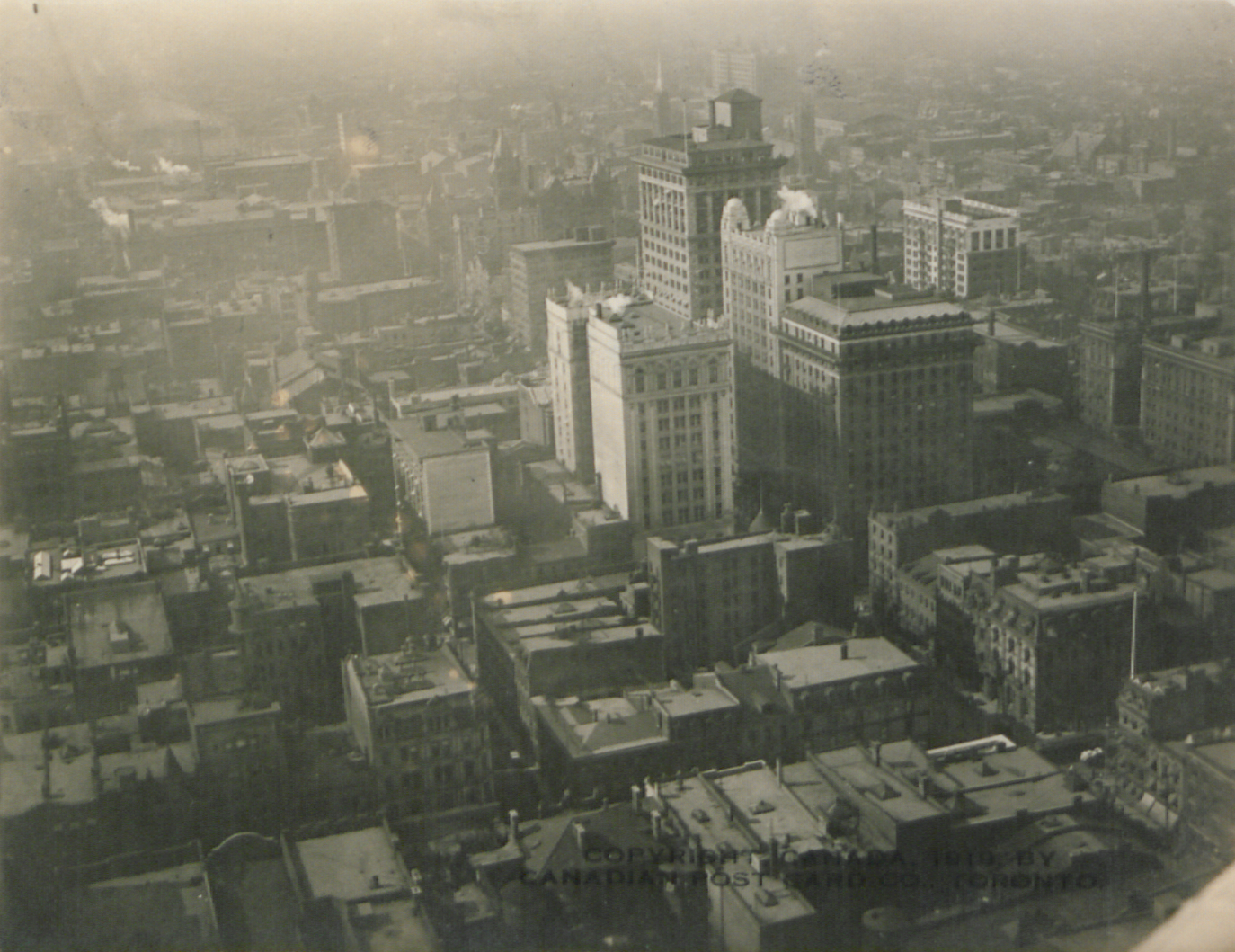
صورة جويّة للمنطقة المالية، 1920م.

من بين البنوك الخمسة الكبرى، فقط بنك سايبك (البنك الإمبراطوري الكندي للتجارة) وبنك تورونتو دومينيون (بما في ذلك البنوك الموجودة قبل الاندماج) كان لديهما مكاتب رئيسية كاملة في تورونتو: من بين البنوك الخمسة الكبرى، أُنشأ اثنين منها في تورونتو، البنك الإمبراطوري الكندي للتجارة (بالإنجليزية: Canadian Imperial Bank of Commerc CIBC)‏، وبنك تورونتو دومينيون (TD). تأسس بنك سايبك في عام 1961م من خلال اندماج بنكين مقرهما تورنتو، البنك التجاري الكندي والبنك الإمبراطوري الكندي؛ في حين أُنشأ بنك تورنتو دومينيون في عام 1955م من خلال اندماج بنكين آخرين مقرهما تورونتو، وهما بنك تورونتو وبنك دومينيون.
أقيمت البنوك الثلاثة الكبرى الأخرى خارج أونتاريو خلال القرن التاسع عشر، ثم نقلت مقرها الرئيسي إلى تورونتو في القرن العشرين. اثنان من البنوك، البنك الملكي الكندي (بالإنجليزية: Royal Bank of Canada RBC)‏ وبنك سكوتيا، تأسسا في هاليفاكس. انتقل بنك سكوتيا إلى تورونتو في عام 1931م، بينما نقل بنك "أر بي سي" مكتبه الرئيسي إلى مونتريال في عام 1907م، ثم إلى تورونتو في عام 1976م. تأسس بنك مونتريال (BMO) أيضًا في مونتريال، على الرغم من أن البنك نقل مكاتبه الرئيسية إلى تورونتو في عام 1975م. في حين أن فيرست كنديان بليس في تورنتو يعمل كمقر تشغيلي أو "مكاتب تنفيذية" لشركة بنك مونتريال، إلا أن مكتبها الرئيسي القانوني يظل في مونتريال. وبالمثل، يحتفظ رويال بانك بلازا بمقرين رئيسيين في مونتريال وتورنتو، حيث يشير "أر بي سي" إلى رويال بانك بلازا في تورونتو باسم "المقر الرئيسي للشركة".
بالإضافة إلى المؤسسات المالية الكبرى، توجد العديد من مكاتب المحاماة في تورونتو، وأبرزها الأخوات السبع، والتي قد اتخذت مكاتبها أيضًا في المنطقة المالية.
اُحتفظَ بمنطقة تحسين الأعمال في منطقة تورونتو المالية لتمثيل جميع الشركات التجارية داخل المنطقة. تشارك المنظمة في تحسين الشوارع، ومعالجة القضايا الرئيسية التي تؤثر على المنطقة، وتعزيز الأعمال التجارية في المنطقة عبر الإنترنت.
مع وجود الكثير من الأنشطة التجارية والطلب، بُنى المستثمرون أبراج سكنية ومجمعات سكنية جديدة داخل المنطقة وفي أطرافها، والعديد منها متصل بنظام الممرات تحت الأرض. في جنوب شرق الحي المالي، هنالك نفق جديد قيد الإنشاء من "يونيون ستيشن" (بالإنجليزية: Union Station)‏ وصولاً إلى (بالإنجليزية: Backstage Condo on Yonge)‏ و(بالإنجليزية: The-Esplanade)‏.

### مباني تاريخية مفقودة

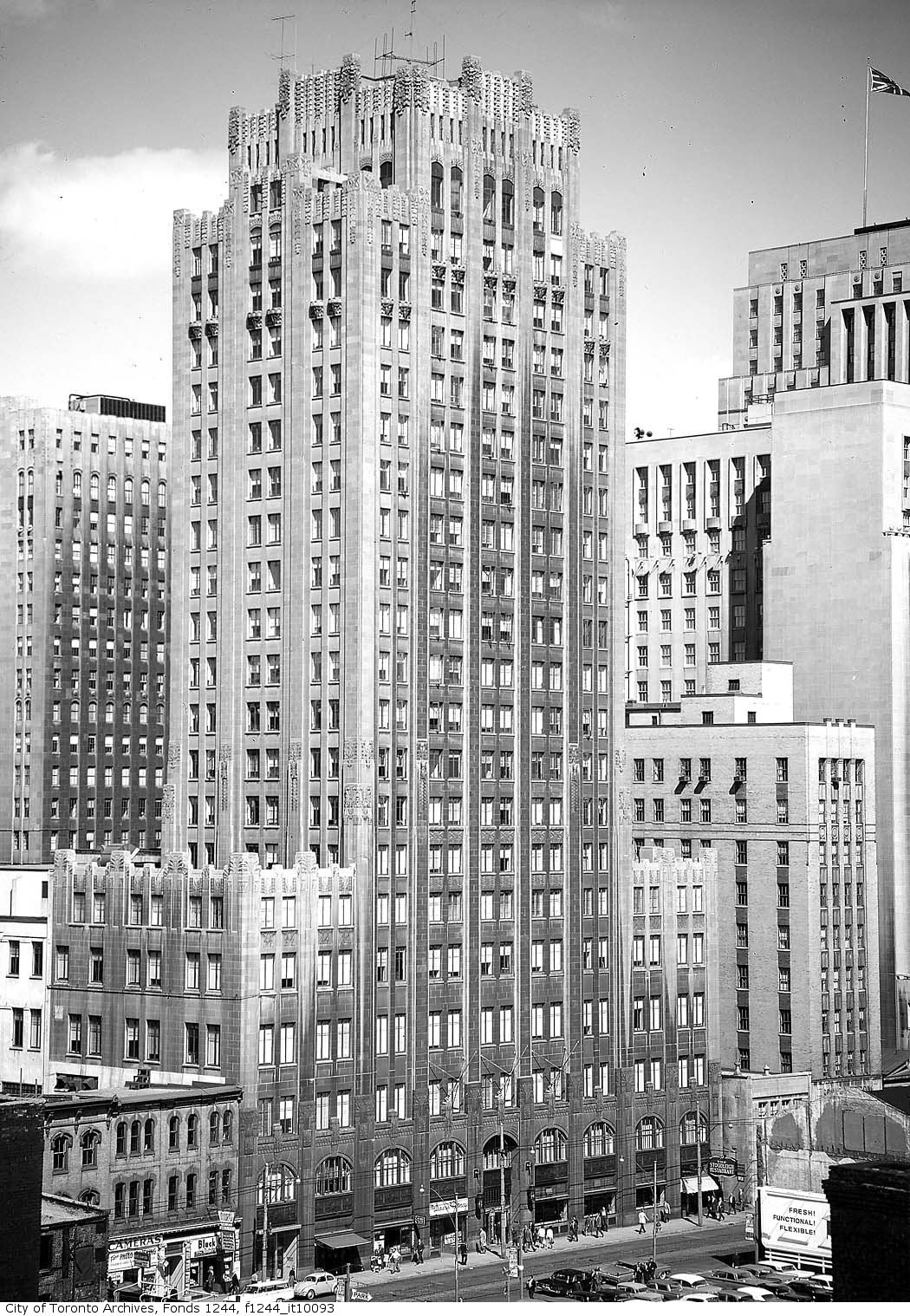
مبنى آرت ديكو تورونتو ستار الذي انتهى بناؤه عام 1929م، وكان أحد المباني التاريخية العديدة التي هُدمت مع تطور المنطقة في منتصف القرن العشرين.

أدت التطورات خلال منتصف القرن العشرين إلى هدم العديد من المباني التي تعود إلى القرنين التاسع عشر والعشرين بما في ذلك:
- مبنى تورنتو ستار القديم - المركز الكندي الأول.
- اُحتفظَ بواجهات مختلفة لمباني القرن التاسع عشر على طول شارع يونج - بروكفيلد بليس.
- المكتب الرئيسي لبنك تورنتو - مركز تورونتو دومينيون.
- المكتب الرئيسي لبنك دومينيون - برج المحكمة التجارية الغربية.

## معالم بارزة

### المباني بطول 200م+

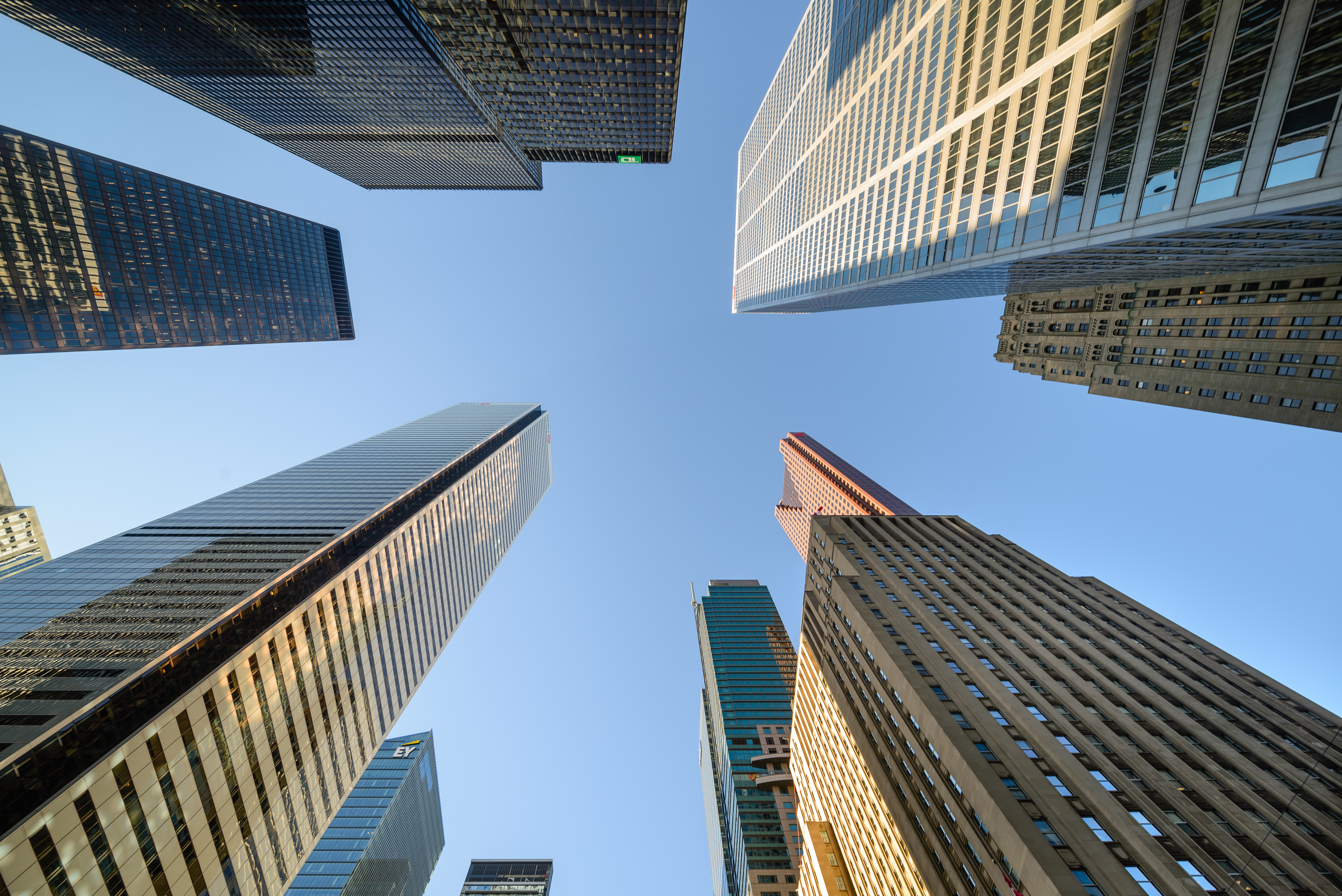
منظر شامل لأطول مبنى في المنطقة المالية، بما في ذلك ثلاثة من أطول المباني في كندا.

فيما يلي قائمة بالمباني في الحي المالي التي تزيد مساحتها عن 200 متر (660 قدم) في الارتفاع.
| اسم                            | صورة   | ارتفاع m / ft | طوابق | سنة  | فئة       | ملحوظات |
| ------------------------------ | ------ | ------------- | ----- | ---- | --------- | --- |
| المركز الكندي الأول            | </img> | 298 / 978     | 72    | 1976 | تجاري     | - أطول مبنى في كندا منذ عام 1976 - ثامن أطول مبنى في العالم عند اكتماله - أطول مبنى في العالم خارج شيكاغو ومدينة نيويورك وقت اكتماله - أطول مبنى تم الانتهاء منه في تورونتو في السبعينيات - كان يُعرف سابقًا باسم برج البنك الأول |
| أديلايد تورونتو                | </img> | 277 / 908     | 57    | 2012 | فندق وسكن | - أطول مبنى متعدد الاستخدامات في كندا - 776 قدم (237 م) إلى السقف - أطول مبنى تم الانتهاء منه في تورونتو في عام 2010 اعتبارًا من عام 2017 - كان يُعرف سابقًا باسم فندق ترامب إنترناشيونال وبرج تورونتو                             |
| سكوتيا بلازا                   | </img> | 275 / 902     | 68    | 1988 | تجاري     | - أطول مبنى تم الانتهاء منه في تورونتو في الثمانينات |
| برج الثقة TD كندا              | </img> | 261 / 856     | 53    | 1990 | تجاري     | - البرج جزء من مجمع مكاتب Brookfield Place - أطول مبنى تم الانتهاء منه في تورونتو في التسعينيات |
| المحكمة التجارية الغربية       | </img> | 239 / 784     | 57    | 1972 | تجاري     | - المبنى جزء من مجمع مكاتب المحكمة التجارية |
| برج بنك تي دي                  | </img> | 223 / 731     | 56    | 1967 | تجاري     | - يعد البرج جزءًا من مجمع مكاتب Toronto-Dominion Center - أطول مبنى تم الانتهاء منه في تورنتو في الستينيات |
| مركز خليج أديلايد البرج الغربي | </img> | 218 / 715     | 51    | 2009 | تجاري     | - البرج جزء من مجمع مكاتب Bay Adelaide Center - أطول مبنى تم الانتهاء منه في تورنتو في العقد الأول من القرن الحادي والعشرين |
| برج باي ويلينجتون              | </img> | 208 / 682     | 49    | 1991 | تجاري     | - البرج جزء من مجمع مكاتب Brookfield Place |

تشمل ناطحات السحاب والمجمعات الرئيسية الأخرى في المنطقة المالية ما يلي:

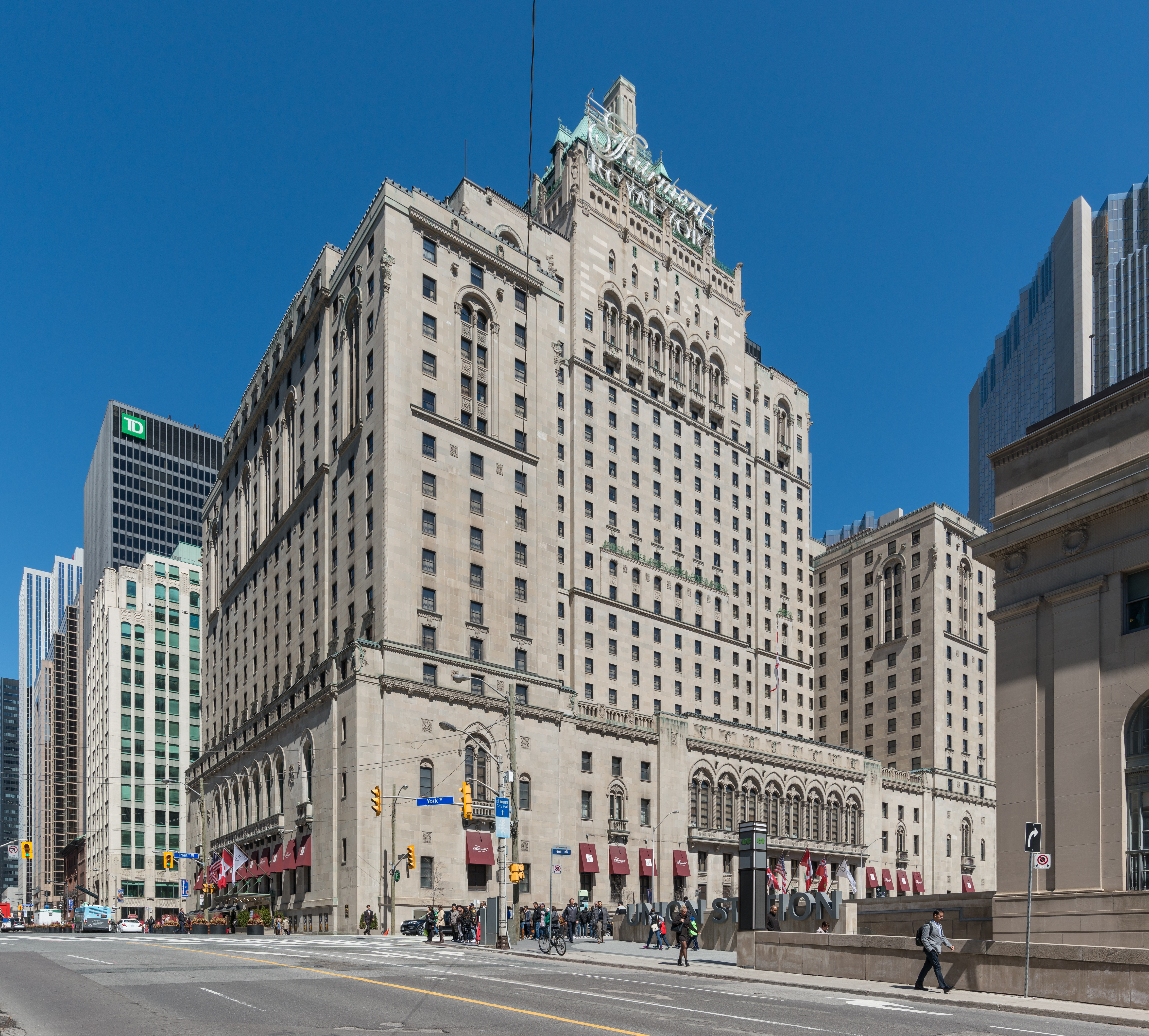
فندق فيرمونت رويال يورك الذي اُفتتح عام 1929م، وهو فندق يقع في شارع فرونت، على الحدود الجنوبية للمنطقة.

## روابط خارجية
- - ويكيميديا
- Bay Street Corridor neighbourhood profile